# Artur Żmijewski
Artur Żmijewski (Varsòvia, 1966) és un artista polonès de renom internacional i un dels videoartistes contemporanis més importants. És autor de diferents obres fotogràfiques i vídeogràfiques, així com de diversos textos teòrics i crítics. Les seves obres tenen un interès destacat en les persones desplaçades i en el trauma social, però també en el poder de l'art i la seva relació amb la política, des d'un punt quasi antropològic investiga les normes socials, la moralitat i les representacions del poder en la societat actual i els efectes que l'art pot tenir sobre elles.
Artur Żmijewski va estudiar sota la direcció de Grzegorz Kowalski, un artista polonès que destacava en les modalitats d'escultura, creador d'instal·lacions, educador, assagista i crític d'art, entre d'altres, que també es va formar a l'Acadèmia de les Belles Arts de la capital polonesa durant els anys 1958 i el 1965 i que va heretar els coneixements de grans artistes com Oskar Hansen i Jerzy Jarnuszkiewicz.
El mateix Grzegorz Kowalski va ensenyar-li a Żmijewski molts dels coneixements que va aprendre d'Oskar Hansen, entre els quals tenim la Teoria de la forma oberta, una teoria referent a l'arquitectura i que ens exposa que el seu objectiu era transformar les relacions existents entre allò individual i allò col·lectiu, o les pròpies idees de Jerzy Jarnuszkiewicz de desenvolupar pràctiques col·laboratives.
Als anys 90 el vídeo va començar a tenir un paper molt important en les obres de molts artistes i Artur Żmijewski, després de graduar-se, va esdevenir cada cop més un interès cap a la fotografia i el cinema, tenint aquest últim més protagonisme en la seva trajectòria.
Les obres de Żmijewski representaven qüestions inquietants, tocant tabús i descobrint la presència de l'”altre”. Els subjectes de les seves pel·lícules són els minusvàlids, els vells, els malalts, els cossos dels “altres” que només rarament troben un racó en la cultura visual contemporània. Les seves pel·lícules han esdevingut no només una descripció d'un determinat fragment de la realitat, sinó dels fragments i de la capacitat d'introduir-los en el discurs popular.

## Trajectòria
L'artista polonès es va formar a l'Acadèmia de les Belles Arts de Varsòvia com a escultor entre els anys 1990 i 1995, rebent el diploma sota la tutela de Grzegorz Kowalsk i, un dels artistes polonesos més importants. Malgrat iniciar-se en l'escultura, va deixar aquesta modalitat per introduir-se en el vídeo i en la fotografia, els mitjans que va trobar més idonis per mostrar el món contemporani que l'envoltava i per aconseguir els reptes que l'acompanyaven.
A l'Acadèmia, Artur Żmijewski va treballar en un projecte d'un dels grups de treball de Kowalski, anomenat Obszar wspólny (Àrea Privada), el qual estava basat en el diàleg sense paraules. Per aquest exercici, l'artista polonès va crear el 1993 una obra que representava un conjunt d'escultures en moviment que duia a terme interaccions amb l'audiència, imitant processos fisiològics o explicant una història de la decadència d'una cosa viva Studia aktu / Studies in an Act. Intentant aportar solucions als projectes dels seu mentor, Kowalski, l'artista va començar a utilitzar tècniques d'actuació i el 1994 va organitzar una sèrie d'actuacions dirigides a certes persones Monologi do ludzi / Monologues to people.
Per a la seva tesi, Żmijewski va crear el 1995 una obra basada en una espècie de prestatgeria amb diversos calaixos, on el públic podria trobar-hi a l'interior de cadascun d'ells fotografies de gent nua i realitzant contorsions amb el seu cos. El mateix any, l'artista polonès va tornar a crear una obra amb la mateixa temàtica, Powściągliwość i praca, en aquesta obra és el mateix Żmijewski i Katarzyna Kozyra, una altra escultora i creadora d'instal·lacions, els que van jugar amb les contorsions dels seus cossos, formant un peculiar catàleg de deformacions, al·ludint a l'acte sexual i buscant noves formes de plaer.
Ja immers en el vídeo i en les pel·lícules, Artur Żmijewski va presentar el 1997 l'obra Botanical Garden, en la qual va reunir en ella material de vídeo d'animals de zoo i nens amb discapacitats. Mentre retratava el seu aïllament de la resta de la societat alhora que es qüestionava l'obra i la situava en el context del voyeurisme, es plantejava preguntes sobre les limitacions corporals, els seus poders i la manca d'ells.
Tot i això l'obra videogràfica Karolina 2001, és probablement la més dràstica del recull de l'artista polonès. El protagonista del seu film pateix osteoporosi i experimenta un dolor terrible i ell mateix s'administra morfina, que lentament el condemna a mort.
Artur Żmijewski també és director artístic de la revista Krytyka Polityczna de crítica política molt ben considerada a Polònia, creada el 2002 amb l'objectiu de reviure la tradició de la intel·lectualitat polonesa. L'artista polonès també és un col·laborador de la fundació de la galeria Foksal, a més a més, el 2006 va representar Polònia a la 51a Art Biennal de Venècia i en el 2011 va ser nomenat comissari per a la Biennal de Berlín de l'any 2012.

## Obres
- Studies in an Act, 1993: representa un conjunt d'escultures en moviment que duu a terme interaccions amb l'audiència, imitant processos fisiològics o explicant una història de la decadència d'una cosa viva.
- 40 Drawers, 1995: basada en una espècie de prestatgeria amb diversos calaixos, on el públic pot trobar-hi a l'interior de cadascun d'ells fotografies de gent nua i realitzant contorsions amb el seu cos.
- Temperance and Work, 1995: en aquesta obra Żmijewski treballa amb Katarzyna Kozyra, una altra escultora i creadora d'instal·lacions, i juga amb les contorsions dels seus cossos formant un peculiar catàleg de deformacions i al·ludint a l'acte sexual i buscant noves formes de plaer.
- Me and AIDS, 1996: film que representa la por a una malaltia que provoca la mort i el temor del contacte íntim amb una altra persona.
- Botanical Garden / ZOO, 1997: obra en la qual l'artista va reunir en ella material de vídeo d'animals de zoo i nens amb discapacitats.
- Eye for an Eye, 1998: la discapacitat dels cossos d'homes, sense cames i braços, torna a ser el protagonista. En el vídeo aquestes extremitats estan reemplaçades per cames i braços d'homes completament sans, cosa que reflecteix l'existència d'estranyes criatures amb moltes cames, molts caps i, sobretot, el contacte peculiar entre persones amb totes les seves extremitats i les que havien patit alguna anomalia.
- The Game of Tag, 1999: un film en el qual Żmijewski va gravar un grup d'homes i dones despullats en una espècie d'espai que simbolitzava una cambra de gas nazi, jugant a cuit i amagar. Per l'artista és una mena de teràpia, canviant el significat d'un esdeveniment traumàtic.
- KR WP, 2000: representa un grup de soldats uniformats caminant al mateix compàs que, després, apareixen sense roba en una habitació, provocant una situació còmica però simbolitzant que el sistema no els controla.
- The Art of Love, 2000: tracta del fenomen d'ancians que pateixen la malaltia de Parkinson i altres malalties.
- Out for a walk, 2001: obra filmada en un centre de rehabilitació per a paraplègics, i en un dels cursos els malalts eren agafats per homes corpulents que els portaven a passejar.
- Karolina, 2001: probablement el film més dràstic de l'artista que representa el patiment d'un malalt d'osteoporosi.
- Itzik, 2003: utilitza fets històrics i creences religioses per explicar per què l'Holocaust va donar als jueus el dret moral de matar els àrabs.
- Repetition, 2005.
- A Pole in a Wardrobe, 2006: filma un grup de joves antropòlegs en un taller d'art tractant de treballar a través d'un traumatisme relacionats amb el seu treball de camp centrat en la història dels anomenats quadres de Sandomierz i l'antisemitisme.
- Them, 2007: mostra diferents grups i ensenya la seva simbologia, indicant la possibilitat de conversa visual i verbal sobre els problemes socials fonamentals.
- Democracies, 2009: on l'artista representa l'enfrontament entre diferents polítiques en l'espai públic, sovint manifestacions com les d'Israel i Cisjordània, a Polònia o a altres països europeus.[3]